# Baryceros lascivus
Baryceros lascivus är en stekelart som först beskrevs av Cresson 1874.  Baryceros lascivus ingår i släktet Baryceros och familjen brokparasitsteklar. Inga underarter finns listade.